# Pavel Vodička
Pavel Vodička (* 21. února 1956 Praha) je badatelem v oblasti onkologie a vyučujícím na 1. lékařské fakutlě Dále je vedoucím vědeckým pracovníkem Ústavu experimentální medicíny AV ČR a vede Oddělení molekulární biologie nádorů.. Vystudoval Fak. lékařská hygienická, Praha v roce 1980 a získal doktorát v roce 1986.